# 321484 Marsaalam
321484 Marsaalam è un asteroide della fascia principale. Scoperto nel 2009, presenta un'orbita caratterizzata da un semiasse maggiore pari a 3,1308247 UA e da un'eccentricità di 0,1151704, inclinata di 15,32474° rispetto all'eclittica.